# Heliobolus
A Heliobolus  a hüllők (Reptilia) osztályába a  pikkelyes hüllők (Squamata) rendjébe, valamint a gyíkok (Sauria)  alrendjébe és a nyakörvösgyíkfélék (Lacertidae)  tartozó családjába tartozó nem.

## Rendszerezés
A nembe az alábbi 4 faj tartozik:
- gyászos futógyík (Heliobolus lugubris)
- Heliobolus neumanni
- Heliobolus nitida
- Heliobolus spekii